# Musée de l'Armée (Espagne)
Pour les articles homonymes, voir Musée de l'Armée.

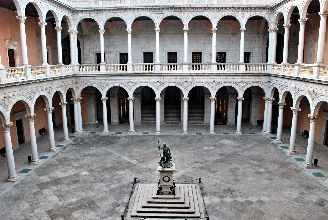
Cour de Charles V

Le musée de l'Armée (Museo del Ejército) d'Espagne, actuellement installé dans l'Alcazar de Tolède, est le résultat de la fusion de plusieurs musées militaires créés au cours du xixe et du début du xxe siècle. Son noyau fondateur est constitué de l'Artillerie et du Génie.
Conformément aux dispositions du décret royal 1305/2009, du 31 juillet, qui a créé le réseau des musées d'Espagne, le musée de l'Armée est l'un des musées nationaux appartenant à l'État et géré par lui, rattaché au ministère de la Défense.

## Histoire
En 1803, à la demande de Godoy, le Musée militaire royal a été créé à Madrid, le prédécesseur le plus lointain de l'actuel musée de l'armée. C'est l'un des plus anciens musées espagnols et il répond à l'intérêt porté à l'époque en Europe à la conservation et à la diffusion d'objets liés à l'histoire militaire. À l'époque, ses collections avaient des objectifs didactiques clairs, l'un de ses principaux buts étant de soutenir la formation des soldats, en fournissant un enseignement complémentaire aux académies militaires.
En 1827, le Musée royal militaire est divisé en deux sections : le musée de l'artillerie et le musée du génie, avec leur propre organisation et fonctionnement. En 1841, le musée de l'artillerie a été transféré au palais du Buen Retiro et ouvert au public en octobre avec une collection élargie, comprenant l'étendard impérial de la Tunisie, le drapeau d'Hernán Cortés et l'épée d'Aliatar. Dans le dernier tiers du xixe siècle, une période de création de nouveaux musées militaires commence. Le musée du quartier-maître (1885), le musée de la cavalerie (1889) et le musée de l'infanterie (1908) ont été créés, qui, avec les musées de l'artillerie et du génie susmentionnés, ont maintenu une vie indépendante.
En 1929, l'idée d'organiser un nouveau musée regroupant tous les musées militaires existants a été évoquée, mais elle ne s'est jamais concrétisée. Ce n'est qu'à partir de la Seconde République que le Musée d'histoire militaire est créé en 1932, comprenant des sections pour les quatre armes et les corps d'intendance et de santé militaire. Après la guerre civile espagnole, le musée a acquis la structure et l'organisation qui sont restées en vigueur dans le Salon des royaumes jusqu'à son récent déménagement.
Depuis 2009, le musée de l'Armée est installé dans l'Alcazar de Tolède, ce qui a entraîné non seulement un changement géographique, mais aussi une restructuration du concept d'exposition et de l'approche muséographique. Sur le plan organisationnel, il dépend de l'Institut d'histoire et de culture militaire de l'armée.